# 托比亚斯·席格尔
托比亚斯·席格尔（德語：Tobias Schiegl，1973年10月5日—），奥地利男子雪橇运动员。他曾代表奥地利参加1994年、1998年、2002年、2006年和2010年冬季奥林匹克运动会雪橇比赛。